# Montverde
Montverde és una població dels Estats Units a l'estat de Florida. Segons el cens del 2000 tenia 882 habitants.

## Demografia
Segons el cens del 2000, Montverde tenia 882 habitants, 351 habitatges, i 272 famílies. La densitat de població era de 216,9 habitants/km².
Dels 351 habitatges en un 27,6% hi vivien nens de menys de 18 anys, en un 66,4% hi vivien parelles casades, en un 8,5% dones solteres, i en un 22,5% no eren unitats familiars. En el 19,7% dels habitatges hi vivien persones soles el 5,7% de les quals corresponia a persones de 65 anys o més que vivien soles. El nombre mitjà de persones vivint en cada habitatge era de 2,51 i el nombre mitjà de persones que vivien en cada família era de 2,89.
Per edats la població es repartia de la següent manera: un 22,3% tenia menys de 18 anys, un 6,8% entre 18 i 24, un 29,9% entre 25 i 44, un 27% de 45 a 60 i un 13,9% 65 anys o més.
L'edat mediana era de 41 anys. Per cada 100 dones de 18 o més anys hi havia 94,6 homes.
La renda mediana per habitatge era de 45.341 $ i la renda mediana per família de 46.813 $. Els homes tenien una renda mediana de 35.774 $ mentre que les dones 26.944 $. La renda per capita de la població era de 20.504 $. Entorn del 4,5% de les famílies i el 5,3% de la població estaven per davall del llindar de pobresa.

## Poblacions més properes
El següent diagrama mostra les poblacions més properes.